# James Small
James Terence Small (Ciudad del Cabo, Provincia Cabo Occidental, 10 de febrero de 1969-Johannesburgo, Gauteng, 10 de julio de 2019), más conocido como James Small, fue un jugador de rugby sudafricano que se desempeñaba como wing.

## Selección nacional
Fue convocado por los Springboks por primera vez en agosto de 1992 para enfrentarse a los All Blacks y disputó su último partido en diciembre de 1997 contra los XV del Cardo. Fue un jugador habitual y titular indiscutido en su seleccionado. En total jugó 47 partidos y marcó 100 puntos, producto de 20 tries.

### Participaciones en Copas del Mundo
Participó de la Copa Mundial de Sudáfrica 1995, donde se consagró campeón del mundo. Small fue titular del equipo, por lo que jugó los partidos más importantes, incluida la final donde fue reemplazado en el tiempo extra por Brendan Venter. No jugó en el último enfrentamiento por fase de grupos y los cuartos de final donde los Springboks jugaron con suplentes nuevamente.
| Mundial                       | Sede      | Resultado | PJ | Tries |
| ----------------------------- | --------- | --------- | -- | ----- |
| Copa Mundial de Rugby de 1995 | Sudáfrica | Campeón   | 4  | 0     |

## Palmarés
- Campeón de la Currie Cup de 1990, 1992, 1995 y 1996.